# .com
.com és un domini de primer nivell genèric d'Internet que és part del sistema de dominis d'Internet. Va ser aprovat el 1985. Ell i el domini .net són administrats per la companyia VeriSign.
Els dominis .com van ser creats per a utilització comercial, però actualment no hi ha cap restricció per inscriure noves adreces. Als anys 1990.com es va convertir en el domini més utilitzat pels llocs web, especialment els d'ús comercial. La creació del domini genèric .biz, restringit als negocis, no ha tingut gens d'impacte en la popularitat del .com.
Si bé qualsevol companyia del món pot inscriure un domini .com, molts països tenen dominis de segon nivell amb propòsits semblants. Els noms d'aquests dominis són de la forma .com.xx, on xx és el nom del país corresponent. Alguns exemples:
- Austràlia: .com.au
- Regne Unit: .co.uk
- Mèxic: .com.mx
- Nova Zelanda: .co.nz
- Xina: .com.cn
- Japó: .co.jp
- Argentina: .com.ar

## Història
El 15 de març de 1985, l'empresa informàtica Symbolics va ser la primera a inscriure el domini .com.
El començament d'aquest domini no va ser gaire prometedor, perquè, fins al final del 1985, només 5 empreses més van demanar-lo. A primers de 1988 (dos anys i mig després d'haver-se creat), només hi havia 100 empreses registrades (entre les quals IBM, Intel, AT&T i Cisco). Fins al 1991 no comprar el domini Microsoft.
El 1992 ja hi havia 15.000 empreses registrades. I el 1997 es va arribar ja al milió de dominis .com registrats.
Entre el 1998 i 1999, durant la bombolla puntcom, es van inscriure gairebé 20.000.000 noms.
El 2000 hi va haver l'explosió de la bombolla puntcom, cosa que va fer minvar una mica el ritme de registres. Actualment el ritme es manté constant, i ja hi ha prop de 80 milions de noms registrats.